# ユタ準州

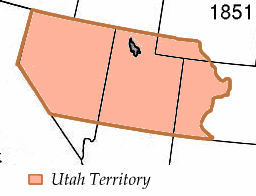
ユタ準州、1851年

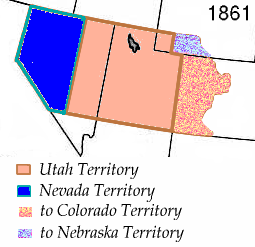
ネバダ準州創設後のユタ準州、1861年

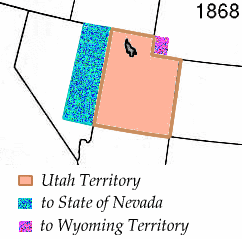
ユタ準州、1868年

ユタ準州（ユタじゅんしゅう、英:Utah Territory）は、その基本法が成立した1850年9月9日から、州として昇格が認められた1896年1月4日まで存在したアメリカ合衆国の自治的領域、すなわち準州である。
ユタ準州は1850年に連邦議会の基本法により創設されたが、その日はカリフォルニア州が合衆国の州として認められた日でもあった。準州の創設は、奴隷州と自由州の間の力のバランスを保つことを目指した1850年妥協の一部であった。1819年のアダムズ＝オニス条約でスペインから獲得した領域で現在はコロラド州に入っているコロラド川水源周辺の小さな領域を除き、ユタ準州の全土はグアダルーペ・イダルゴ条約でメキシコから獲得したものだった。
ユタ準州の創設は、1847年からソルトレイク渓谷に入植したモルモン開拓者から送られた請願書の結果でもあった。ブリガム・ヤングの指導下にあったモルモン教徒は連邦議会にデザレット（ミツバチ）州として合衆国に加盟する請願を行い、その州都はソルトレイクシティ、提案した領域はグレートベースン全体とコロラド川流域にわたるものであり、現在の9つの州の全てか部分を含んでいた。モルモン開拓者は1849年に州憲法案を書き、デザレットはユタ準州ができるまで事実上グレートベースンにおける政府になった。
準州の創設に続いて1851年2月9日、ヤングは初代知事に就任した。10月の準州議会第1会期で、デザレット州議会で法制化されていた法や条例を全て採択した。
準州をモルモン教徒が支配していたことは合衆国の他の地域から議論の種と見なされ、開拓者が実行している一夫多妻制についてセンセーショナルな新聞記事の連続によって増幅されてもいた。このことは、モルモン教徒がそれ以前にさらに東の地域で開拓地を設立しようとした後で、グレートソルト湖盆地に流れてきた理由の一部でもあった。
グレートソルト湖盆地の住人の大半はモルモン教徒だったが、準州の西部には多くの非モルモン教徒を惹きつけ始めた。1861年、このことに一部起因して準州西部にネバダ準州が創設された。同じ年に準州東部の大きな地域は新設のコロラド準州の一部に取り入れられた。
1869年にはカリフォルニア州と東部から同時に鉄道が伸びてきたが、準州を支配しているモルモン教徒には特に恩恵とは見なされなかった。最初の大陸横断鉄道を開通させるプロモントリー・サミットでの黄金の犬釘を打つ儀式は、グレートソルト湖盆地の外界から侵入されることを心配した準州役人達がボイコットした。
準州をモルモン教という宗教が支配することによって掻き立てられた議論は、準州として組織されてから1896年に合衆国の州として昇格するまで46年間も要した主要な理由と考えられている。対照的にネバダ準州は人口が少なかったものの、準州設立からわずか3年後の1864年に州昇格が認められた。これは連邦政府がネバダ準州内の銀鉱脈の保持を強固にしようと考えた結果が大きな要因と考えられている。コロラド州も1876年に州昇格を果たした。